# Otto Götze
Otto Götze (datas desconhecidas) foi um ciclista alemão que competia em provas de ciclismo de pista. Participou nos Jogos Olímpicos de Londres 1908, onde defendeu as cores do seu país competindo no tandem.